# Wilfried Aers
Wilfried Victor Gaston Aers (Sint-Amandsberg, 27 augustus 1925 – 29 december 2015) was een Vlaams volksvertegenwoordiger.

## Levensloop
Aers volgde humaniora aan het Koninklijk Atheneum van Gent. Beroepshalve werd hij vertegenwoordiger en commercieel directeur bij General Biscuits België. 
Zijn vader was een gewezen activist, waardoor hij het engagement in de Vlaamse Beweging van thuis uit meekreeg. Als jongeman werd hij lid van de Witte Kaproenen, de laatste knapenafdeling van het Algemeen Katholiek Vlaamsch Studentenverbond. Later werd hij lid van de Algemeen Katholiek Dietsch Studentenverbond en vervolgens van het Dietsch Jeugdverbond (DJV). Tijdens de Tweede Wereldoorlog versmolt het DJV in 1940 met het Algemeen Vlaamsch Nationaal Jeugdverbond en via de eenheidsjeugdbeweging kwam hij in 1941 terecht bij de Nationaal-Socialistische Jeugd Vlaanderen. Na de oprichting van de Hitlerjeugd Vlaanderen bekende hij zich tot de strekking van het Diets Verzet en sloot hij zich aan bij de clandestiene organisatie Nederland Eén!, dat zich verzette tegen het complete negeren van de Groot-Nederlandse gedachte door de Duitse bezetter. In april 1944 was hij betrokken bij de protesten tegen de invoering van het verplicht lidmaatschap van het VNV voor leden van de Dietsche Blauwvoetvendels vanaf 18 jaar. 
Na de oorlog werd hij vervolgd voor collaboratie. In 1947 werd hij vrijgesproken, maar hij verloor wel zijn burgerrechten. Wilfried Aers bleef actief in de Vlaamse Beweging, onder meer in de Vlaamse volksdansgroepen. Hij bleef zich ook inzetten voor de nationalistische jeugdbeweging: in 1946 stichtte hij samen met Staf Vermeire het Gentse Vendel Artevelde. De groep sloot zich aan bij het Jeugdverbond der Lage Landen en vervolgens bij het Algemeen Diets Jeugdverbond (ADJ), waarvan Aers de hopman was.
Eind jaren 1950 en begin jaren 1960 was hij hoofdbestuurslid van de Vlaamse Volksbeweging, hij was onder meer in 1959 ook secretaris van het comité Geen Talentelling in Gent. Rond 1975 werd hij bestuurslid van de IJzerbedevaartwerkgroep De Pinte en ondervoorzitter van het Verbond der Vlaamse Oud-strijders, afdeling De Pinte, en tot in 1995 was hij lid van het provinciaal IJzerbedevaartcomité. Ook was hij actief als voorzitter van het oud-ADJV, ondervoorzitter van Were Di, redactielid van Dietsland Europa, secretaris van Broederband Gent, bestuurslid van het Stracke-Noodfonds en algemeen voorzitter van de Nationalistische Vlaamse Oudstrijders. In 2003 was hij nog een van de oprichters van de IJzerwake, waarvan hij tot aan zijn overlijden in 2015 beheerder bleef.
Op partijpolitiek vlak was Aers na de oorlog betrokken bij de oprichting van de Vlaamse Concentratie. Later werd hij bestuurslid van de Volksunie-afdeling van De Pinte. Naar aanleiding van het Egmontpact stapte hij in 1977 uit de Volksunie, waarna hij medeoprichter was van de Vlaams Nationale Partij van Karel Dillen, die in 1979 opging in de rechts-radicale partij Vlaams Blok. Bij het Vlaams Blok was hij vanaf 1978 lid van de partijraad en vanaf 1990 voorzitter van de arrondissementsafdeling Gent-Eeklo. Van 1994 tot 1995 was hij provincieraadslid van Oost-Vlaanderen.
Bij de eerste rechtstreekse verkiezingen van 21 mei 1995 voor het Vlaams Parlement werd hij verkozen in de kieskring Gent-Eeklo. Op 13 juni 1995 was hij als oudste lid in jaren tijdelijk voorzitter van de openingsvergadering van het eerste rechtstreeks verkozen Vlaams Parlement. In zijn openingstoespraak riep Aers de Vlaamse volksvertegenwoordigers op om zich als zelfbewuste Vlamingen te gedragen en 'alle Belgische stiefmoeders ten grave te dragen' en te streven naar Vlaamse onafhankelijkheid. Zijn optreden gaf aanleiding tot een aanpassing van het reglement, waarbij voortaan niet langer het oudste lid in jaren maar het parlementslid met de hoogste anciënniteit de openingszittingen van het Vlaams Parlement zou voorzitten. Ook na de volgende Vlaamse verkiezingen van 13 juni 1999 bleef hij Vlaams volksvertegenwoordiger tot juni 2004. In 2004 verliet de dan 78-jarige Aers de actieve politiek. In het Vlaams Parlement zetelde hij van 1995 tot 1999 in de commissie Welzijn, Gezondheid en Gezin en van 2001 tot 2004 in de commissie Cultuur, Media en Sport.